# Famille d'Agoult
La famille d'Agoult, parfois Agout, est une famille de la noblesse française, d'extraction féodale, originaire de Provence apparue vers la fin du XIe siècle dans le comté d'Apt et éteinte en 1915. 
Elle donna plusieurs branches et rameaux, installés en Provence et en Dauphiné et occupa l'une des premières places de la noblesse de Provence jusqu'à l'extinction de la branche aînée au début du XVIe siècle.
La famille Séguier relève le nom, le titre et les armes de la famille d'Agoult à la suite d'une alliance avec la dernière du nom.

## Histoire

### Origines
La famille Agoult ou Agoult-Simiane est mentionnée pour la première fois dans un acte daté de 992,. Il s'agit, pour les historiens, d'une apparition tardive, « dans la documentation, par rapport à d'autres familles » de la région.
L'acte du 14 novembre 992 est une donation de Garac [de Castellane-Lacoste] à Imbert/Humbert [I] [d'Agoult], en réparation d'un forfait, à savoir le meurtre du père d'Imbert,. Imbert reçoit, à la demande de l'évêque Thierry, plusieurs domaines allodiaux.
Le domaine des Agoult-Simiane semble être constitués d'alleux, c'est-à-dire des terres qui étaient exemptes de droits seigneuriaux, situées autour d'Apt (actuel département du Vaucluse), à partir du Xe siècle. Leurs possessions sont situées au nord du comté d'Apt, où ils contrôlent les castra des plateaux de Viens, avec Viens et Alpester, et de Caseneuve, ainsi que Castillon,, où se trouve un monastère (monasteriolum S. Martini). Au nord-est, ils contrôlent le plateau d'Albion, avec Sault, Simiane et Banon,. Dans la partie ouest, « à la frontière des comtés d'Apt et de Cavaillon », ils possèdent les castra de Goult et de Gordes, ainsi que les villae de Beaumettes et de Sorguette,. Le contrôle de ce territoire ne se fait pas sans heurts puisque les Agoult-Simiane sont opposés aux Castellane-Lacoste, alliés aux vicomtes de Cavaillon. La première mention de cette opposission correspond à l'acte de 992.
L'historien Jean Barruol (1898-1984), à partir de son étude « L'influence de saint Mayeul et de sa famille dans la renaissance méridionale du XIe siècle, d'après une documentation nouvelle du Cartulaire d'Apt », attachait plusieurs personnalités de la région possédant des biens à Apt et ses environs à la famille du saint Mayeul de Cluny. Jean Méhu fait remonter l'origine à Fulcher l'Ancien, grand-père de Saint Mayeul à travers son frère puiné Eyric. Imbert/Humbert [I] est ainsi considéré comme l'un des cinq fils d'Éric, frère de Maieul. Leurs terres proviendraient alors des immenses propriétés foncières du grand père de saint Mayeul, Fulcher (ou Foucher) l'Ancien. Ce grand propriétaire terrien d'origine gallo-romaine possédait au milieu du VIIIème siècle de très nombreuses villae en Provence, dans les pagus de Riez, Sisteron, Fréjus, Apt et Venasque.
La médiéviste Eliana Magnani (1999) apporte une critique à cette analyse et considère ces « rattachements douteux ». Elle souligne que si les Agoult possèdent des biens à Apt, ceux-ci ont pu être obtenus non par héritage, mais plus probablement par accaparation.

### Cognomina
Dans un article consacré aux « Noms propres, dévolution du nom et dévolution du pouvoir dans l'aristocratie provençale (milieu Xe-fin XIIe siècle) » (2003), Florian Mazel, reprenant notamment les travaux de Poly (1976), relève que les premiers membres de cette famille sont associés à des surnoms toponymiques à partir XIIe siècle, ce qui est plutôt tardif par rapport à la période d'apparition des seigneuries castrales. Il indique que la première attestation du cognomen [d'Agoult], qui va se transmettre aux générations suivantes, remonte à 1120. Cependant, sa première attestation remonte à 1094,.
Au milieu XIe siècle, les premiers membres sont associés au cognomen toponymique « d’Apt »,. Ce dernier est cependant rapidement abandonné au profit de « d’Agoult » (1094), puis « de Simiane », utilisée à partir de 1126,.
Dans la branche principale, certains membres portent le cognomen « de Simiane » paralèllement au cognomen « d'Agoult ». Une branche secondaire, plutôt méconnue, prend le cognomen « de Viens ». Cette branche s'éteint au XIIIe siècle.
Mazel observe que la « généralisation de ces surnoms ne met pas fin à la reprise du nom propre du père […] qui se maintient au XIIe siècle, avant de se fixer en nom double au XIIIe siècle ». Ainsi « à partir de 1120, le fils cadet de Raimbaud I se nomme Bertran Raimbaud ; à partir de 1173, le fils ainé de Guiran I de Simiane se nomme Raimbaud Guiran (Raimbaudus Guiranni). »
Le leitname (de), ou nom de lignée, des premiers degrés, Imbert, disparait, à l'exception pour la branche secondaire. De nouveaux noms apparaissent, Raimbaud, Guiran, Bertran, Rostaing, Raimon, « attribués aux fils de la famille à partir du début du XIIe siècle. » Mazel constate enfin que le cognomen « d'Agoult » n'est associé qu'aux noms Rostaing, Raimon et Raimbaud, et que celui « de Simiane » ne l'est qu'à Guiran, observant pourtant que « les droits seigneuriaux sur les castra de Goult et de Simiane demeurent possédés en indivision par les différents frères et cousins ».

### Essor de la famille
L'essor de la famille débute vers le début du XIe siècle avec son implantation à Apt. La famille semble soutenir la réforme de l'Église. Mazel (2000 a) souligne qu'il s'agit cependant d'une stratégie dans sa lutte de pouvoir avec les autres familles aristocratiques. Tant leurs biens que leur alliance avec le seigneur Raimbaud de Nice, dit de Reillanne, appartenant au lignage vicomtal des Nice-Orange, leur permet de se placer comme les protecteur de l'Église d'Apt. On trouve ainsi ses premiers membres se trouvent dans l'entourage du comte et contrôlent de l'espiscopatus (« épiscopat ») d'Apt.
Guillem/Guillaume Ier († v. 1035) qui épouse Azalaïs/Adélaïde, probablement [de Reillanne]. Leur fils, Alfant, monte au début de l'année 1048 sur le siège épiscopal d'Apt, sous les auspices de Raimbaud de Nice. La participation des différents parents à la reconstruction de la cathédrale permet d'en faire une « véritable fondation religieuse »,.
En 1056, les deux frères de l'évêque Alfant/Aufant, Rostaing/Rostang et Guillaume, coseigneurs d'Apt, donnent le monastère de Saint-Pierre à la cathédrale.
Rostaing/Rostang (1031 - fin XIe siècle) épouse en secondes noces Gisla/Gisle, fille du seigneur Raimbaud de Nice, dont est issu Laugier, qui monte à la suite de son oncle sur le siège d'Apt,,.

### XIIe–XIIIesiècle: naissance des branches
La famille d'Agoult-Simiane est à l'origine de plusieurs branches.
Raimbaud, fils de Rostaing/Rostang, épouse Sancia/Sancie, dite dame de Simiane,. Raimbaud épouse Sancia/Sancie, dite dame de Simiane. Leur fils, Guiran/Guirand, qui prend le nom de Simiane est à l'origine de la famille de Simiane. Leur second fils, Bertrand, pourrait être le père de Raimon/Raymond, chevalier, seigneur d'Agoult et de la vallée de Sault, à partir duquel la filiation est prouvée.
Raimon/Raymond, pour qui la filiation est connue, épouse Isoarde, fills du comte de Die, Isoard [II],. Raimon/Raymond [I] est présent, en juillet 1178, à Arles, lors du couronnement de l'empereur Frédéric Barberousse comme roi de Bourgogne. À la suite de cet événement, il obtient de l'empereur « une bulle solennelle qui lui assurait toute juridiction féodale sur la vallée de Sault et lui reconnaissait les droits de péage, tant par eau que par terre, qu'il exerçait ou auxquels il pouvait légitimement prétendre dans l'étendue du comté de Die. » Le couple a notamment trois fils : Raimon/Raymond [II] [d'Agoult], Bertrand [I] [de Mison] et Isnard [I] [d'Entrevennes],. Isnard est à l'origine de la branche aînée qui s'installe en Provence et Raimon/Raymond [II] est l'auteur de la seconde, dite des seigneurs de Beaurières, qui s'installe en Dauphiné.
En 1182, Raimbaud d'Agoult remet au comte de Forcalquier, Guillaume IV, les châteaux de Montfort, d'Arnoux et de Piouzin ainsi que toutes ses possessions au diocèse de Sisteron, contre une garantie de 5 000 sous au comte.
Mabille d'Agoult, dite d'Entrevennes, épouse Bergundio/Burgundion/Burgundius, issu de la famille vicomtale de Marseille, seigneur de Trets et d'Ollières, et portant le titre vicomte de Marseille (1213),. Leur fils, Isnard, prend le nom et les armes de sa mère, donnant naissance à la famille d'Agoult d'Ollières,.
Au début du XIIIe siècle, un deuxième ensemble s'installa dans la région de Sisteron (Mison) et est à l'origine des nombreuses branches des d'Agoult du Dauphiné, qui au début du XVIIe siècle se fixent par mariage dans la région de Grenoble (Hector d'Agoult, baron de Montmaur, conseiller au Parlement de Dauphiné, épouse la petite-fille de Soffrey de Calignon, chancelier du roi de Navarre) et se divisent en trois branches principales : d'Agoult-Montmaur, éteinte avec le comte Charles louis Constant d'Agoult (1790-1875) époux de Marie de Flavigny, la branche de Voreppe (avec ses deux rameaux de La Varenne et de Beauplan), éteinte avec Hector d'Agoult (1860-1915), député du Sénégal et la branche de Beauvesin, éteinte dès 1837.[réf. nécessaire]
La famille d'Agoult s'est éteinte en ligne masculine en 1915 avec Hector d'Agoult, député du Sénégal, dernier du nom, mort au champ d'honneur en 1915. De son mariage en 1891 à Valentine d'Estampes, il eut trois fils morts en bas âge une fille Clémentine (1897-1991), mariée en 1924 Antoine, baron Séguier (1891-1978). Leurs trois fils sont autorisés, sur leur demande en 1963, à modifier leur nom en Séguier d'Agoult.

## Armoiries
| Famille d'Agoult (Agout) | Les armes de la famille d'Agoult se blasonnent ainsi : D'or au loup rampant d'azur. (Armorial de la noblesse de Languedoc, 1860) D'or au loup ravissant d'azur, armé, lampassé et vilené de gueules. (Rivoire de La Bâtie, 1867 ; Chaix d'Est-Ange, 1922). L'écu enveloppé d'un manteau de pair de France — Couronne : de Prince, sur l'écu et de Marquis (alias de Vicomte) sur le manteau. Devise : Avidus committere pugnam(avide de livrer bataille). Cri de guerre : Sault au seigneur. |

Un acte forgé au XIIe siècle prétend que le premier auteur de la Maison, un certain Loup (Wolf), fils d'une princesse, aurait été recueilli par une louve. Il aurait alors reçu ces armes de l'empereur germanique Henri II ainsi que les terres de la vallée de Sault.
Sobriquet donné par le roi René d'Anjou (roi de Naples, duc d'Anjou et de Lorraine, comte de Provence) : « Hospitalité d'Agoult ». Le roi René donna des sobriquets à diverses (27) familles aristocratiques de la Provence : « libéralité de Villeneuve », « gravité d'Arcussia », « grandeur des Porcellets », « Fidélité de Bouliers » , etc.
Branches
- Agoult de Voreppe (d') (Dauphiné) : D'or, au loup ravissant d'azur, armé, lampassé et vilené de gueules ; au chef du même, chargé d'une croix d'argent[27].

## Filiation des Agoult-Simiane
Présentation de la filiation des premiers Agoult-Simiane, selon les travaux du médiéviste Florian Mazel (2000, 2002),. Les dates correspondent aux premières et aux dernières mentions dans la documentation.
- Imbert/Humbert [I] (992-1009), ∞ Inaurs (1009-1031).
  - Guillem/Guillaume Ier (1009-† v. 1035), ∞ Azalaïs/Adélaïde [de Reillanne] (1019 - 1045).
    - Rostaing/Rostang Ier (1031 - fin XIe siècle), ∞ (1) Constancia/Constance (1010 - v. 1032), puis ∞ (2) Gisla/Gisle [de Nice-Orange] (v. 1032-v. 1060).
      - Imbert/Humbert [III] d'Agoult (v. 1050/65-1096), dont la branche de Viens, ∞ Lamarsanna [de Châteaurenard].
        - Imbert/Humbert [IV] de Viens (1193-1201), ∞ N.N..
          - Raimonda
          - Guiran [II] de Viens, évêque d'Apt (1184-† av. 1208).

        - Fratres (1193).

      - Raimbaud Ier (v. 1050/80-† av. 1113), ∞ Sancia/Sancie [de Forcalquier].
        - Guiran [I] (1120-1177) de Simiane, ∞ Aselmoïs.
          - Raimbaud Guiran (1173-† av. 1215), ∞ Tiburgis [d'Orange]
          - Imbert/Humbert [V], chanoine d'Apt.

        - Bertran Raimbaud (1120-† v. 1191/95), ∞ Sacristana Porcelet
          - Raimon [II].

        - Rostaing [III] (v. 1120-1178/79), ∞ N.N. [de Mison-Entrevennes].
          - Raimbaud [II] (1172-† v. 1190/98), ∞ Chauza/Sancia.
          - Beatrix, ∞ Raimon Laugier [de Mévouillon].

        - Guillem/Guillaume [IV] (1155/77-1202?), ∞ N.N. [de Rians].
        - Sancia.
        - filiu et filiae.

      - Raimon [I] (v. 1050/80-fin XIe siècle).
      - Laugier/Léger (v. 1050/65-† apr. 1125), évêque d'Apt (1103-1143).
      - Guillem/Guillaume [III] (v. 1050/80), troubadour.
      - Rostaing/Rostang [II] (v. 1050/80).
      - filiee
      - Bertran, moine de Lérins.

    - Guillem/Guillaume [II] (1031-v. 1056/60).
    - Inaurs, alias Pietas (1031-1045), ∞ (1045) Uc/Hugues Ier des Baux.
    - Constancia/Constance (1031-apr.1032).
    - Alfant/Aufant (v. 1030/32-1076), évêque d'Apt (1048-1076).

  - Imbert/Humbert [II] (1019).

## Filiation des Agoult
Selon la notice de Gustave Chaix d'Est-Ange (1922), « Le chevalier de Courcelles en a donné une généalogie complète dans la tome VII de son Histoire généalogique des pairs de France ». Il produit ensuite un extrait du mémoire que Chérin « chargé de vérifier les preuves de noblesse qu'elle fit sous Louis XVI pour jouir des honneurs de la Cour ». Ce dernier donne une filiation prouvée à partir de Raymond. Chérin avance qu'il serait vraisemblablement le fils de Bertrand.
- Raimbaud, ∞ Sancia/Sancie, dite dame de Simiane.
  - Guiran/Guirand d'Agoult, qui prend le nom de Simiane.
    - dont la famille de Simiane.

  - Bertrand, Sgr. d'Agoult, Cosgr d'Apt, de Gordes, etc.
    - Raimon/Raymond, chevalier, Sgr d'Agoult et de la vallée de Sault, ∞ (1160) Isoarde, fille d'Isoard II, comte de Die, dont :
      - Isnard [I], dit [d'Entrevennes], baron de Sault, Cosgr d'Agoult, d'Apt, etc., auteur de la branche provençale, ∞ (v. 1210) Doulce/Doulceline de Pontevès.
        - Fouquet/Foulques [I], Sgr de Pontevès du chef de sa mère.
          - donné comme auteur de la seconde famille de Pontevès (non consensuel).
          - Barral I de Pontevès.

        - Isnard [II] d'Agoult, baron de Sault, ∞ (v. 1242) Béatrix de Rians.
          - Isnard [III] d'Agoult, dit le Grand.
            - Raymond [II] d'Agoult, baron de Sault, gouverneur de Marseille, Sénéchal des comtés de Provence et de Forcalquier (1348).
              - « s'éteignit avec Raymond V d'Agoult, baron de Sault, qui n'eut pas d'enfants de son mariage avec Blanche de Tournon et qui, par son testament du 12 avril 1503, légua la baronnie de Sault à sa sœur Louise. »
                - Louise, ∞ Claude de Montauban, baron de Saint-André (Dauphiné).
                  - Louis de Montauban, baron de Sault, ∞ (1527) Blanche de Lévis-Ventadour, prend le nom d'Agoult.
                    - ?
                      - François-Louis d'Agoult de Montauban († 1608), comte de Sault, chevalier des Ordres du Roi (1885).
                        - dont descendance

        - Raymond, Sgr de Trets, ∞ Galburge de Sabran, dame de Forcalquier
          - « auteur d'un rameau dont le dernier représentant, Raymond d'Agoult, Sgr de Trets et de Forcalquier, fit son testament en 1378 et n'eut que des filles. »

        - Mabille, dite d'Entrevennes, ∞ Bergundio/Burgundion/Burgundius, vicomte de Marseille, Sgr de Trets et d'Ollières.
          - Isnard d'Olières, « substitua à son nom celui de sa mère et fut l'auteur de la famille d'Agoult d'Olières, éteinte au XVIIe siècle… »

      - Raimon/Raymond [II] [d'Agoult], auteur de la branche dauphinoise.
      - Bertrand [I] [de Mison].
        - ?
          - Amelin/Amiel, Sgr de Curban, Monestier et Claret, Sénéchal des comtés de Provence et de Forcalquier (1272).
            - « dont la descendance s'éteignit en la personne d'Albanette d'Agoult, dame de Curban, mariée en 1449 à son cousin, Guillaume d'Agoult, Sgr de Barret, issu de la branche aînée. »

## Personnalités

### Moyen Age
- Sénéchaux des comtés de Provence et de Forcalquier :
  - 1263 : Pierre Deviens (de Viens), de la maison de Simiane ;
  - 1272 : Amelin d'Agoult, seigneur de Curbans et de Claret

  - 1348 : Raymond d'Agoult, démis de sa fonction par la reine Jeanne ;
  - 1352 : Raymond d'Agoult, son fils ;
  - 1353, 1354, 1355 : Fouque d'Agoult, seigneur de Sault, de Reillanne et du Luc ;
  - 1358, 1359 : Raymond d'agoult ;
  - 1363-1365 ; 1377-1384, 1385 : Fouque d'Agoult, marquis de Corfou, seigneur de Sault, de Reillanne et du Luc ;
  - 1369 : Raymond d'Agoult-Sault.
- Fouquet/Foulques d'Agoult, chambellan et conseiller du roi René d'Anjou (Provence), XVe siècle.

### Renaissance
- Joseph d'Agoult (XVIe siècle), participe au massacre des Vaudois du Luberon.
- François d'Agoult-Montauban (1528-1567), Gouverneur du Lyonnais, premier comte de Sault en 1561.
  - François-Louis d'Agout (1558-1586), deuxième comte de Sault en 1561, de Montlaur, baron de Grimaud, seigneur de Savigny-sur-Orge, marié avec Chrétienne d'Aguerre (1553-1611), comtesse héritière de Sault en 1586[30], d'où transmission à la descendance du premier lit de Chrétienne d'Aguerre avec Antoine de Blanchefort de Créqui.

### XVIIIesiècle
- Pierre Nicolas d'Agoult (1733-1801), général français.
- Louis Annibal de Saint-Michel d'Agoult (1747-1810), général français.
- Joseph-Mathieu d'Agoult (1749-1824), évêque de Pamiers.
- Louis-Fouquet de Vincens de Saint-Michel d'Agoult (1737-1813)
- Antoine-Jean d'Agoult (1750-1828), aide-major-général des gardes du corps du roi, mousquetaire du Roi, lieutenant d'artillerie, colonel de la 3e légion de volontaires étrangers de la marine, lieutenant-général, gouverneur de Saint-Cloud, pair de France, chevalier du Saint-Esprit, officier de la Légion d'honneur, grand-croix de Saint-Louis, commandeur de Saint-Lazare et Notre-Dame du Mont-Carmel.
- Jean Antoine, comte d'Agoult (1753-1826), seigneur de Voreppe, garde du corps du roi, député de la noblesse du Dauphiné aux États généraux de 1789, officier de la Légion d'honneur, commandeur de Saint-Louis.
- Marie Justine Angélique d'Agoult (1767-1818), divorcée en 1793 de François-Édouard, marquis d’Agoult (1746-1837), et fille de François de Vachon de Briançon de Belmont.

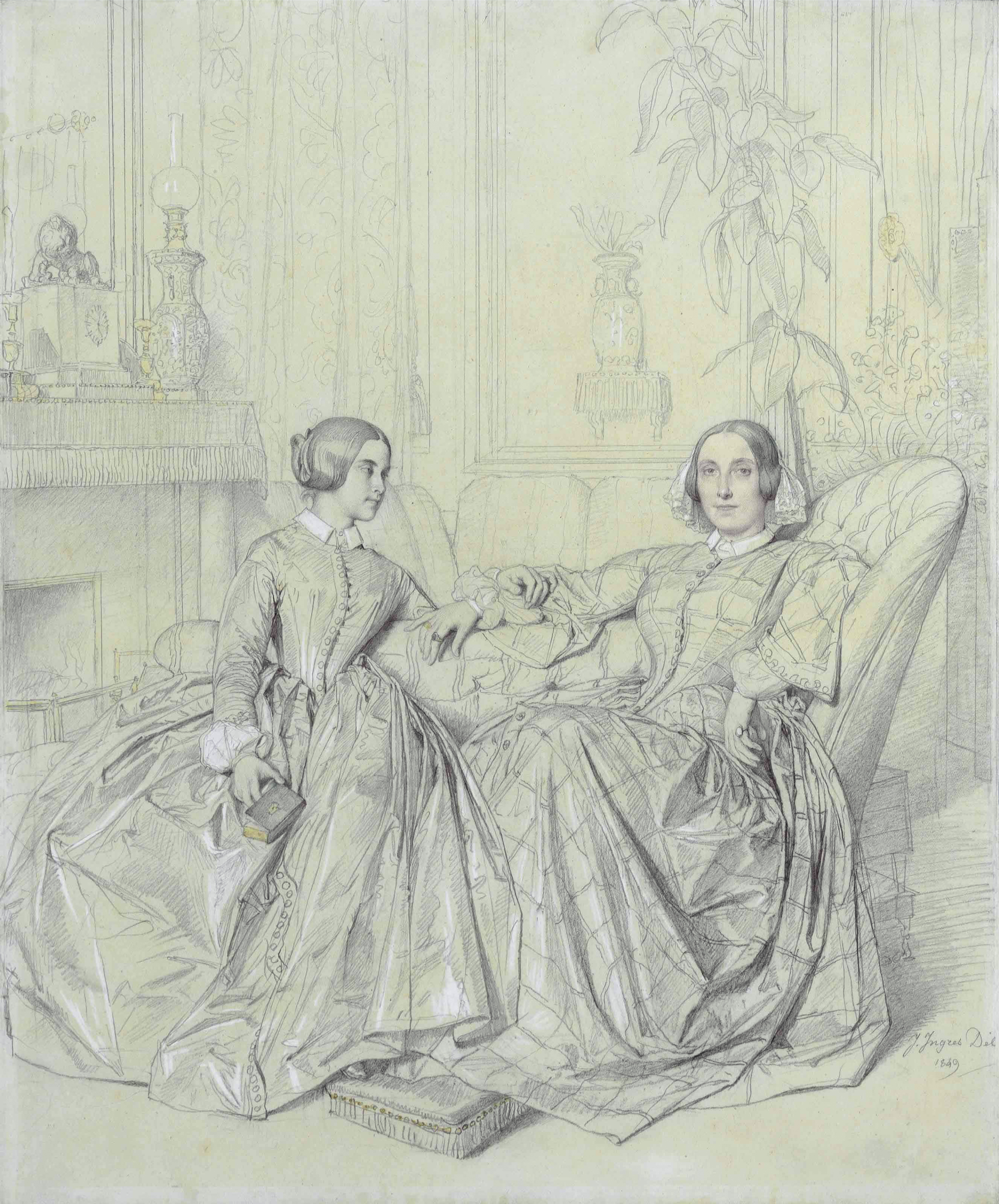
Comtesse Charles d'Agoult, née Marie de Flavigny (et alias Daniel Stern), et sa fille Claire d'Agoult (1849), par Jean-Auguste-Dominique Ingres.

### XIXesiècle
- Raimond d'Agoult (1824-1888), promo Djemmah-1844-1846 de l'École spéciale militaire de Saint-Cyr, colonel commandant le Ier Régiment de hussards. Commandeur de la Légion d'honneur. Chevalier de l'Ordre de Saint-Grégoire-le-Grand.
- Charles Louis Constant d'Agoult (1790-1875), colonel de cavalerie, premier écuyer de Madame la Dauphine, et son épouse Marie d'Agoult (1805-1876), née Marie de Flavigny, écrivaine française connue également sous le pseudonyme de Daniel Stern[31], maîtresse de Franz Liszt.
- Claire Christine d'Agoult (1830-1912), marquise de Charnacé et fille de Charles Louis Constant d'Agoult e Marie d'Agoult, est un écrivain et journaliste français.
- Hector-Philippe d'Agoult (1782-1856), comte d'Agoult, châtelain de Beauplan, diplomate, ambassadeur aux Pays-Bas et en Allemagne.
- Hector d'Agoult (1860-1915), comte d'Agoult, châtelain de Beauplan, officier de marine, député du Sénégal, dernier mâle de son nom.

## Branches

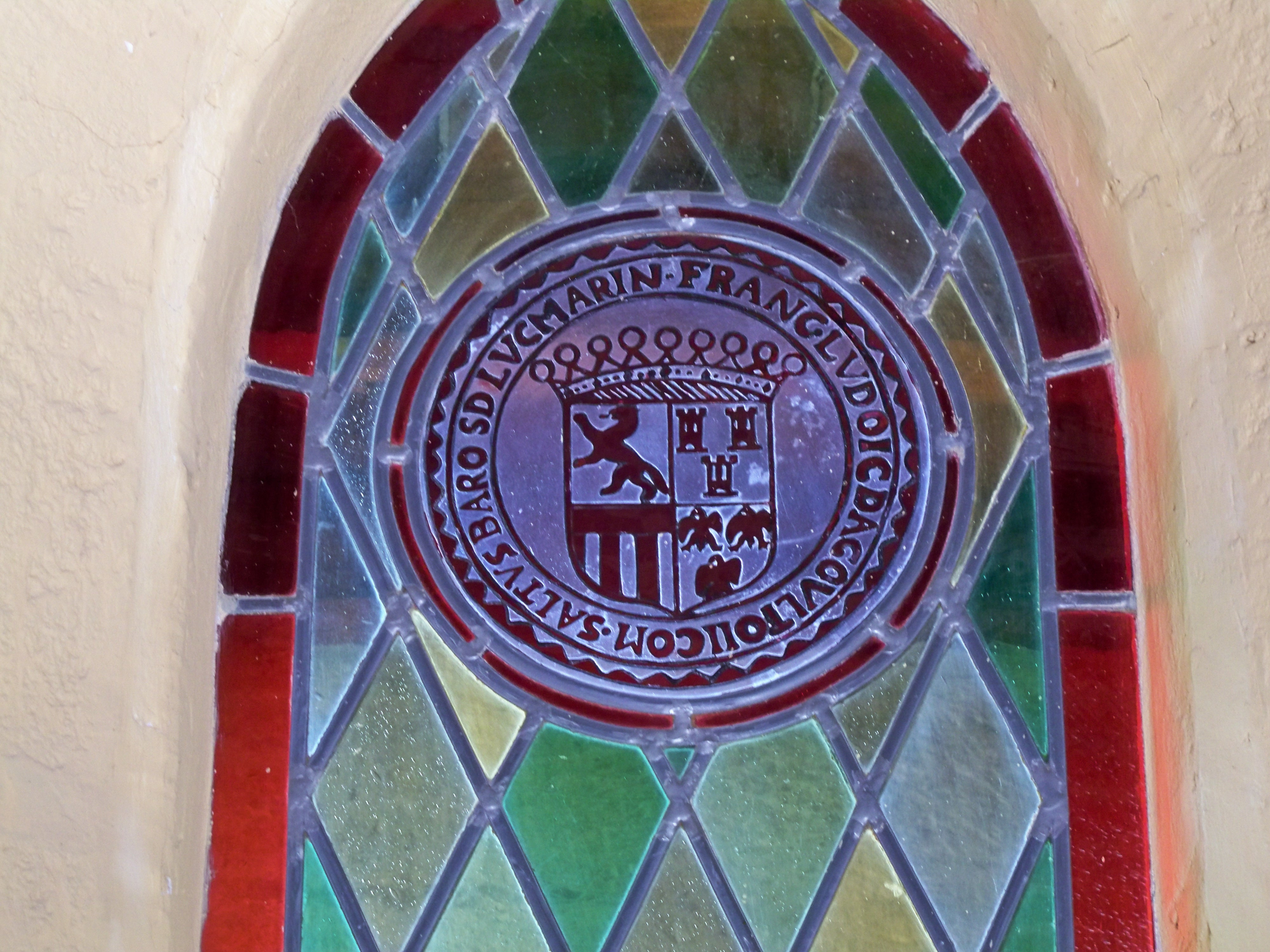
Blason des Agoult, comtes de Sault, au château de Lourmarin.

La famille d'Agoult est à l'origine des branches suivantes :
- Agoult-Sault
- Agoult-Château-Arnoux
- Agoult de Luc-en-Diois
- Agoult des Beaumettes
- Agoult-Mison
- Agoult-Upaix
- Agoult-Curbans
- Agoult-Montauban
- Agoult-Bonneval
- Agoult-Chanousse
- Agoult-Montmaur
- Agoult-Voreppe
- Agoult-Beauvesin
- Agoult-Beauplan
- Agoult-Saint Auban
- Agoult-Angles
- Félix d'Agoult
- Flotte d'Agoult
- Séguier d'Agoult

- Agoult d'Ollières (d'), issue de l'union entre Mabille d'Agoult et Bergundio/Burgundion/Burgundius, issu de la famille vicomtale de Marseille[21],[22].
- Vincens d'Agoult (de), famille dont Fouquet Vincent a substitué le nom et les armes de son parrain, Fouquet d'Agoult[22].

#### Publications récentes
- Eliana Magnani, Monastères et aristocratie en Provence - milieu Xe - début XIIe siècle, vol. 10, Lit Verlag, coll. « Vita Regularis. Ordnungen und Deutungen religiosen Leben im Mittelalter », 1999, 610 p. (ISBN 3-8258-3663-0, lire en ligne).
- Florian Mazel, La noblesse et l'Église en Provence, fin Xe – début XIVe siècle. L’exemple des familles d’Agoult-Simiane, de Baux et de Marseille, Paris, éditions du CTHS, 2002 (ISBN 2-7355-0503-0, lire en ligne).
  - Florian Mazel, La noblesse et l'Église en Provence, Xe – XIVe siècle : l’exemple des familles d’Agoult-Simiane, de Baux et de Marseille, vol. 4 (thèse de doctorat), Université d'Aix-Marseille, 2000 a (lire en ligne).
- Florian Mazel, « Réforme de l'Église et domination urbaine : aux origines de l'hégémonie des Agoult-Simiane en pays d'Apt (XIe – XIIe siècles av. J.-C.) », Religion et société urbaine au Moyen-Age, Publications de la Sorbonne,‎ 2000 b, p. 43-68 (ISBN 2859443924, lire en ligne).
- Jean Méhu, Histoire du Lubéron, Chapitre 16 - Le premier Moyen Age, 2008, 162 p. (lire en ligne [PDF]).
- Laure Verdon, « Le couple, stratégie d’identité et de perpétuation des lignages (Provence, Xe – XIIe siècles av. J.-C.). Réflexions à partir de l'exemple des Agoult », Médiévales, vol. automne, no 65,‎ 2013, p. 109-124 (lire en ligne). DOI.

#### Ouvrages anciens
- [s.n.], [Généalogie de la maison d'Agout], [s.n.] (lire en ligne), p. 70-80
- Gustave Chaix d'Est-Ange, Dictionnaire des familles françaises anciennes ou notables à la fin du XIXe siècle. t. XVIII Fel-For., Évreux, impr. de C. Hérissey, 1922 (lire en ligne), p. 381-386.
- Henri Jougla de Morenas et Raoul de Warren, Grand armorial de France. t.1 A-Bataillon (sept volumes), Société du Grand armorial de France, 1934-1952 (lire en ligne [PDF]), p. 124.
- Jean-Louis Morand, Gordes, notes d'histoire, mairie de Gordes, 1987, 383 p. (lire en ligne).
- Gustave de Rivoire de La Bâtie, Armorial de Dauphiné : contenant les armoiries figurées de toutes les familles nobles et notables de cette province, accompagnées de notices généalogiques complétant les nobiliaires de Chorier et de Guy Allard, Lyon, Imprimerie Louis Perrin (réimpr. 1969 (Allier, Grenoble)) (1re éd. 1867), 821 p. (lire en ligne), p. 3-4.
- Jean-Pierre Poly, La Provence et la société féodale : 879-1166, contribution à l'étude des structures dites féodales dans le Midi, Paris, Bordas, 1976, 431 p. (lire en ligne).